# Bender (Futurama)
Bender Bending Rodríguez (eredetileg Bending Unit 22, egységszáma 1729, sorszáma 2716057) a Futurama című animációs televíziós sorozat egyik főszereplője. A sorozat alkotói, Matt Groening és David X. Cohen találták ki, hangját John DiMaggio adja. A Futuramában komikus, antihős típusú szerepet tölt be, és Leela karaktertársnője úgy jellemzi, mint "alkoholista, kurvázó, láncdohányos szerencsejátékos".
A karakter háttértörténete szerint Bendert a mexikói Tijuana városában építették (a többi karakter "barnás latin sármjára" hivatkozik). Eredeti feladata fémtárgyak meghajlítása volt (Bender jelentése hajlító). Azonban munka helyett jobban szeret csavarogni, bulizni, inni, dohányozni, szórakozni és mindent ellopni, ami mozdítható. Tud még főzni is.A nézők a saját vallomásán keresztül értesülnek Bender előítéleteiről a nem robotokkal szemben. Egyik jellegzetes kifejezése például az, hogy "öljetek meg minden embert". Kivételek, akikre nem vonatkozik Bender előítéletes hozzáállása, azok a "Ne ölj" listáján szereplő személyek, akiket úgy tűnik, hogy csak a legjobb barátja, Philip J. Fry és kollégája, Hermes Conrad (a "Halálos ellenőrzés" című epizód után került rá). Ugyanakkor Bendert időnként úgy is ábrázolják, mint aki szimpatikus oldalával rendelkezik, ami arra utal, hogy nem olyan harcias, mint ahogyan állítja, és ezt a nézetet barátai is gyakran visszhangozzák. New Yorkban lakik a Robot apartmanban barátjával,Philip J. Fry-jal.

## A karakter

### Létrejötte
A Bender nevet Matt Groening készítője a Nulladik órában szereplő John Bender (Judd Nelson) előtt tisztelegve választotta. Abban a filmben John Bender azt mondta Vernon igazgatónak (Paul Gleason), hogy "Edd meg a gatyámat", ami egy másik Groening alkotás, Bart Simpson későbbi jelmondata volt.
Bender látványterve több változtatáson ment keresztül, mielőtt elérte a végleges állapotát. Az egyik döntés, amit Groening különösen nehéznek talált, az volt, hogy Bender feje szögletes vagy kerek legyen. Kezdetben azzal az ötlettel dolgozott, hogy 3000-ben minden robotnak szögletes feje lesz, később azonban úgy döntöttek, hogy Bender feje legyen kerek, ami vizuálisan is játszik azzal az ötlettel, hogy Bender egy "kerek csap a szögletes lyukban".

## Tulajdonságai
Bender gyári magassága valamivel több mint 1,8 méter az antennával együtt, és valamivel kevesebb, mint 1,8 m az antenna nélkül. A "The Farnsworth Parabox"-ban Bender azt állítja, hogy feldobott egy érmét, hogy eldöntse a színét, és az végül nem arany, hanem a ködszürke lett. A "The Cyber House Rules" című részben Bender mutat a gyerekeknek egy fekete-fehér fényképet magáról, ami a lopásért való letartóztatása után készült. Az "Time Keeps on Slippin'" című részben Bender megpróbál csatlakozni egy kosárlabdacsapathoz, és egyszerűen azzal teszi magát magasabbá, hogy kinyújtja a lábait. A testének van egy "fényes fém segge", két lába, két "Extens-o-matic" karja (a jobbat "Gropie"-nak, a balt "Cheatie"-nek nevezi Bender), egyenként három ujjal, egy fej két cserélhető szemmel, amelyek fénykibocsátó dióda alakúak, és egy száj, amelyet üzemanyag bevitelére és hangkommunikációra használ. A "Bender Gets Made" című részben Bender azt állítja, hogy orra is van, de úgy döntött, hogy nem viseli. Bender emberhez hasonló tulajdonságait erősíti, hogy olyan viselkedési formákat mutat, amelyeket gyakran kizárólag az emberek sajátjának tartanak, például fütyül, horkol, véreres a szeme, sír, fizikai vonzalmat érez, csiklandozzák, álmodik és böfög.
A Benderrel azonos modellhez tartozó más hajlítóegységek, mint például Flexo, ugyanolyan hardveres felépítésűek, de személyiségük és viselkedésük tekintetében különböznek. Flexo például a Benderéhez hasonló személyiségjegyeket mutat, de nem olyan "gonosz", mint Bender. Az "Anyák napja" című epizódban Leela végignézi az egyik hajlító egység látásának szimulációját, amely a potenciális áldozatokat veszi célba, majd jelzi, hogy ha érdemes kirabolni és ezután magára hagyni őket, ezzel arra utalva, hogy minden hajlító robot némileg hajlamos a lopásra és eleve amorális. Egy másik egység, Billy West (a sorozat azonos nevű szinkronszínészéről kapta a nevét) azonban segítőkész és kedves, bár ő farmerként él a Holdon, és ragaszkodik ahhoz, hogy ő nem egy hajlító egység.